# Крива попиту

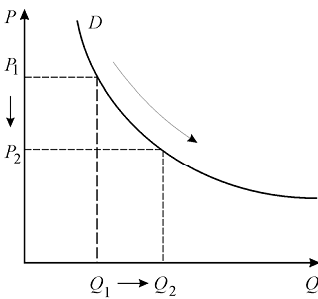
Крива має нахил, який свідчить про зворотну залежність між двома змінними: ціною за одиницю товару (Р) і обсягом його продажу (Q).

В економіці криво́ю по́питу називається графік, який ілюструє зв'язок між ціною певного товару чи послуги та кількістю споживачів, що бажають придбати його за даною ціною. Є графічним зображенням графіку попиту.
Крива попиту сумарно для всіх споживачів є результуючою кривих попиту для кожного споживача окремо. Незважаючи на назву, крива попиту не завжди є власне кривою, іноді це може бути графік прямої лінії, в залежності від складності сценарію.
Криві попиту використовуються для оцінки поведінки агентів конкурентних ринків і дуже часто розглядається комплексно з кривими пропозиції збалансованої ціни (ціни, за якою всі продавці готові продати, а всі покупці — купити, також відомої як ціна ринкового клірингу) і збалансованої кількості (обсягу товарів чи послуг, що будуть вироблені та продані без надлишкового збільшення пропозицій чи надлишкового скорочення попиту) на ринку. На монополістичному ринку крива попиту представлена лише кривою попиту на продукцію монополіста і не потребує створення результуючої функції.